# Селци (Струга)
Селци (мкд. Селци) су насеље у Северној Македонији, у западном делу државе. Селци припадају општини Струга.

## Географија
Насеље Селци је смештено у западном делу Северне Македоније. Од најближег града, Струге, насеље је удаљено 35 km северно.
Селци се налазе у малој историјској области Малесија, која обухвата западну страну планине Караорман. Насеље је положено високо. Западно од насеља тло се спушта у клисуру Црног Дрима. Надморска висина насеља је приближно 1.070 метара.
Клима у насељу је планинска.

## Становништво
Селци су према последњем попису из 2002. године били без становника. 
Претежно становништво у насељу били су етнички Македонци.
Већинска вероисповест било је православље.

## Знамените личности
- Војдан Чернодрински, македонски драмски писац, сматра се утемељивачем македонске драмске књижевности.[1]